# Blasenflue

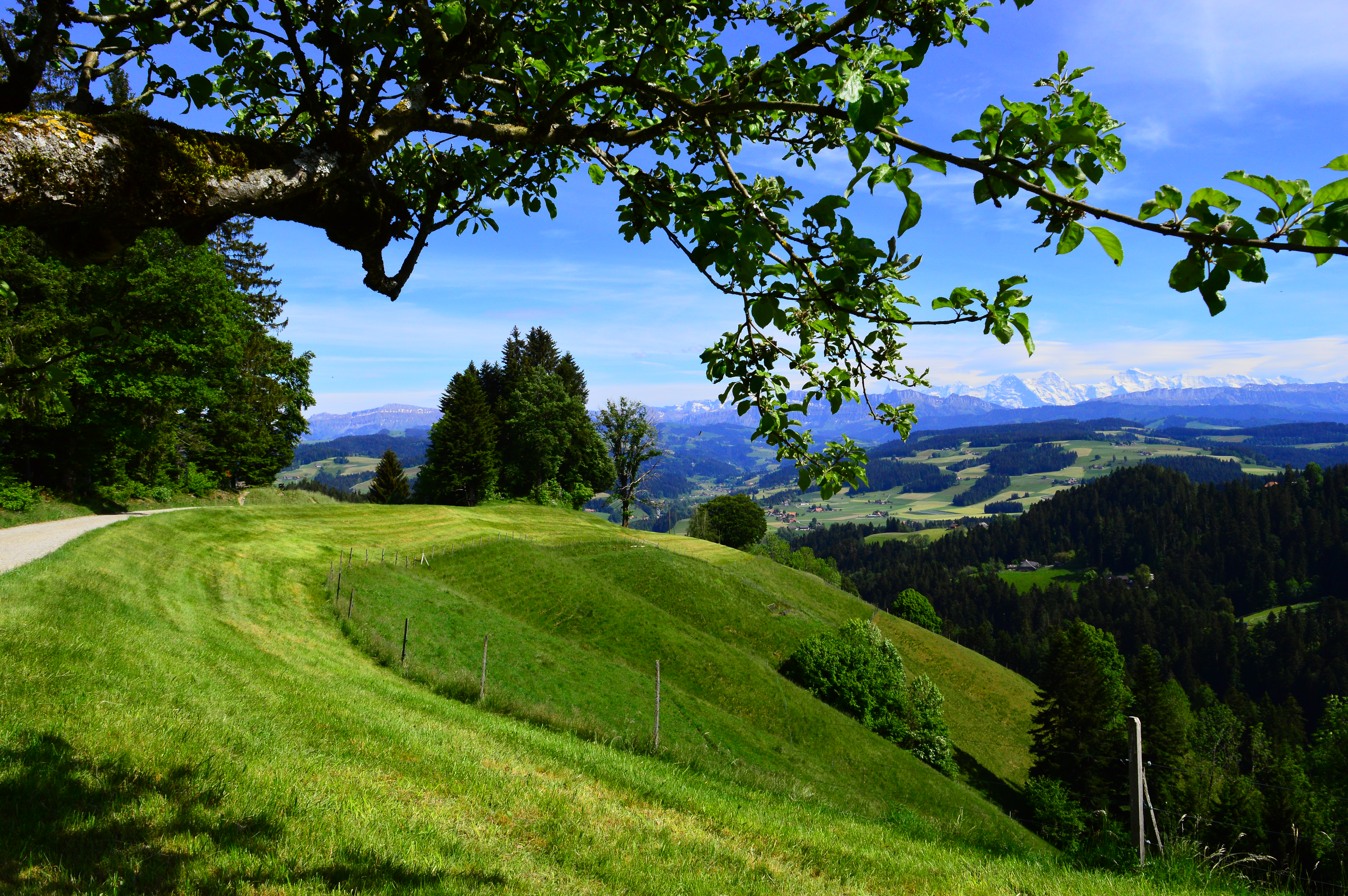
Emmental in der Nähe der Blasenflue bei Signau (2020)

Die Blasenflue, auch Blasenfluh oder Blaseflue, ist mit 1118,4 m ü. M. die höchste Erhebung des Blasenflue-Hügellands. Sie liegt im Blasenwald in den Gemeindegebieten von Lauperswil, Signau und Oberthal in den Verwaltungskreisen Emmental und Bern-Mittelland des Schweizer Kantons Bern.

## Geographische Lage
Die Blasenflue erhebt sich westlich des Emmentals, 7 km westlich von Langnau im Emmental. Anteil an seinem im Blasenwald gelegenen Bergrücken haben die Gemeinden Lauperswil im Nordosten, Signau im Südosten und Oberthal im Westen; in westlicher Nachbarschaft liegt das Gemeindegebiet von Arni. Der Gipfel befindet sich 2 km südwestlich des Lauperswiler Ortsteils Moosegg, 0,7 km nordnordöstlich des Oberthaler Weilers Hargarte und 2,5 km nordwestlich des Kernorts von Signau. Östlich des Gipfels liegt oberhalb des von dort nach Osten strebenden Niedermattgrabens auf 1115 m (⊙) Höhe ein Vermessungspunkt.

## Blasenflue-Hügelland
Das Blasenflue-Hügelland, zu dem unter anderem der Blasenwald gehört, wird im Osten und Norden von der Emme, im Südosten vom Emme-Zufluss Schüpbachkanal, im Süden von der Chise und im Westen und Nordwesten vom aus dem Hügelland kommenden Biglenbach begrenzt. Es weist eine West-Ost-Erstreckung von 9 km und eine Nord-Süd-Erstreckung von 10 km auf und ist damit nahezu kreisförmig. Die Blasenflue erhebt sich im südlichen Teil dieses Kreises. Sie ist Quellgebiet zahlreicher Bäche, die meist in tiefen Gräben radial vom Gipfel weg zu den umliegenden grösseren Talsystemen verlaufen. Nach Norden entwässern das Goldbachtal und der Nesselngraben, nach Osten und Südosten der Längenbachgraben, der Niedermattgraben und der Obermattgraben (zur Emme), nach Süden der Schwändigraben und der Zäzibach (zur Chise), nach Westen der Biglenbach (zur Emme).
Alle diese Täler sind tief eingeschnitten und durch schmale Hügelkämme voneinander getrennt. Zahlreiche kurze Seitentäler und die dazwischen liegenden vorspringenden Hügelrücken (Eggen) untergliedern das Gebiet weiter und verleihen ihm das charakteristische kleingekammerte Relief mit Erosionsrinnen und steilen Hängen, das auch im angrenzenden Napfbergland zu beobachten ist.
Das Blasenflue-Hügelland erreicht im Mittel Höhen zwischen 800 und 950 m ü. M. Neben der Blasenflue zählen der Ätzlischwandwald mit dem Ätzlischwand (1041 m) im Nordwesten, der westnordwestlich davon liegende Geissrüggen (1033 m) und das westlich daran anschliessende Nünhaupt (986 m) sowie der von der Blasenflue nach Nordosten strebende Höhenzug beim Lauperswiler Ortsteil Moosegg (ca. 950 m) zu den höchsten Hügelzügen des Hügellands.
Durch das Blasenflue-Hügelland, den Blasenwald und über die Blasenflue führt der Alpenpanorama-Weg.

## Geologie
Das Blasenflue-Hügelland besteht aus Sedimentschichten der Oberen Süsswassermolasse und der Oberen Meeresmolasse. Diese wurden im Miozän im Zeitraum vor etwa 22 bis 5 Millionen Jahren abgelagert. Flüsse verfrachteten damals grosse Mengen an Erosionsmaterial aus dem Alpenraum und lagerten es im Molassebecken am Alpennordrand ab. Das Gestein im Bereich der Blasenflue zeigt eine klare Schichtung. Schichten mit groben Nagelfluhkonglomeraten, die aus Zeiten erhöhter Flussaktivität und starker Erosion stammen, wechseln mit Sandstein und mergeligen Schichten ab. Während der Würmeiszeit war das Hügelland nur in den Randbereichen eisbedeckt, so dass sich das typische fluviatile Erosionsrelief ausprägen konnte.

## Besiedlung
Die Region um die Blasenflue ist ein typisches Streusiedlungsgebiet. In den Tälern und auf den Eggen gibt es verschiedene Weiler und weit verstreut über das ganze Gebiet zahlreiche Einzelhöfe. Grössere Siedlungen liegen in den Talfurchen, die das Hügelland der Blasenflue umgeben. Die Bewohner leben hauptsächlich von der Graswirtschaft und Viehhaltung sowie von der Forstwirtschaft und Holzverarbeitung. Der Weiler Moosegg nordöstlich der Blasenflue ist beliebtes Ausflugsziel mit Hotels und Restaurants und schöner Aussicht auf das Emmental und die Silhouette der Westalpen.

## Beobachtungs- und Aussichtsturm
Auf der Blasenflue wurde im Ersten Weltkrieg ein hölzerner Beobachtungs- und Aussichtsturm errichtet. Der Sockel des später abgerissenen Turms ist noch vorhanden. Die Möglichkeit eines Wiederaufbaus wird seit mehreren Jahren diskutiert.